# Shahine El-Hamus
Shahine El-Hamus (Amsterdam, 9 oktober 2000) is een Nederlands acteur.
Hij is zoon van acteur Sabri Saad El-Hamus en actrice/schrijfster Lisa de Rooy. Vader kwam specifiek vanuit Egypte naar Nederland om acteur te worden. Zijn broer regisseur Shady El-Hamus en zus scenarioschrijfster Ashgan El-Hamus zijn beiden ook betrokken in de toneel- en filmwereld.
De lagere school doorliep Shahine aan de Montessorischool De Eilanden (2004-2012).Daarna volgde de middelbare school in de hoedanigheid van IVKO (Individueel Voortgezet Kunstzinnig Onderwijs, 2012-2017). Hij schreef zich toen meteen in bij een castingbureau; hij wist vrijwel zeker dat hij acteur wilde worden. Al gedurende die opleiding was hij vaste acteur in het improvisatieprogramma De vloer op en De vloer op jr.. (2014-2017).  Hij speelde in 2019 de hoofdrol in De belofte van Pisa, waarvoor hij in 2020 een Gouden Kalf categorie Beste acteur verdiende.  Het leverde hem tevens een gouden tegel op in de Utrechtse Walk of Fame.

## Filmografie
Hij speelde in de volgende rollen:

### Film
- 2012: Over zonen
- 2013: Gods lam, als Zakaria
- 2016: Flynn?, als Boris
- 2016: Cesqeuax & Mightyfools-Murder
- 2017: Het bestand, als Kasper
- 2017: Spring, als Titus
- 2017: Sirene, als vriend
- 2017: Wolf, als Wolf
- 2017: Femme, als David
- 2017: Chimère, als Milad
- 2017: ELIAS, als Elias
- 2019: Vals, als Stijnd
- 2019: De belofte van Pisa, als Sam
- 2020: De verrukkelijke onbeholpenheid van een eerste keer
- 2022: Met mes, als Yousef
- 2023: Crypto Boy, als Amir
- 2025: Straatcoaches vs Aliens, als Amin

### Televisie
- 2014-2019: De vloer op jr.
- 2016: Mouna's Keuken, als Mokhtar
- 2016: A'dam - E.V.A., als Mingus
- 2017: Suspects, als Dylan Bosman
- 2017-2018: De vloer op
- 2020: Lieve Mama, als Ralf Keskin
- 2020: Het A-woord, als Lukas
- 2021-2022: Zina, als Bilal
- 2022-2023: Bestseller Boy, als Momo Zebbi
- 2024: Der Amsterdam Krimi, als Sami
- 2025: Safe Harbor, als Oncko Jaager